# Äthiopische Halbmarathon-Meisterschaften
Die Äthiopischen Halbmarathon-Meisterschaften (amharisch የኢትዮጵያ ግማሽ ማራቶን) werden ausgetragen, um Äthiopiens Meister über die Halbmarathondistanz von 21,0975 km zu ermitteln.
Äthiopische Halbmarathon-Meisterschaften fanden erstmals im Jahr 1988 nach äthiopischen Kalender statt, was einen Datum zwischen September 1995 und September 1996 nach gregorianischen Kalender entspricht. Der Wettbewerb wird zumeist jährlich vom äthiopischen Leichtathletik-Verband ausgerichtet und dient in den Jahren mit Halbmarathon-Weltmeisterschaften klassischerweise als Selektions-Wettkampf für diese. In den Jahren 2006 und 2007 betrug die Distanz nur 20 km, nachdem der Leichtathletik-Weltverband IAAF 2006 die Halbmarathon-WM als Straßenlauf-Weltmeisterschaften einmalig über diese Distanz ausschrieb. Der äthiopische Verband veranstaltete die Meisterschaften im Zuge dessen 2006 als 1. Äthiopische Straßenlauf-Meisterschaften und behielt diese begonnene Zählung auch nach der erneuten Umstellung auf die Halbmarathondistanz bei.
Die Austragungsorte der Veranstaltung sind wechselnd, wobei sie bis 2012 lange in der an Addis Abeba angrenzenden Woreda Sululta stattfand. Viele Athleten treten für ihre Region oder einen Club an, sodass auch Meister in einer Mannschaftswertung nach Addition der Platzierungsziffern der vier besten Athleten eines Teams ermittelt werden.

## Ergebnisse
Ergebnisse soweit belegbar. In den Jahren 2006 und 2007 betrug die Distanz nur 20 km.

### Männer
| Nr. | Datum         | Ort         | 1. Platz                          | Zeit    | 2. Platz                                        | Zeit    | 3. Platz                                    | Zeit    | Ref    |
| --- | ------------- | ----------- | --------------------------------- | ------- | ----------------------------------------------- | ------- | ------------------------------------------- | ------- | ------ |
| –   | 26. Aug. 2001 | Addis Abeba | Haile Gebrselassie                | 1:04:34 | Tesfaye Jifar                                   | 1:04:42 | Tesfaye Tola                                | 1:05:02 | [ 4 ]  |
| –   | 21. Sep. 2003 | Sululta     | Dereje Adere (Omedla)             | 1:01:59 | Tariku Jufar (Rental Houses)                    | 1:02:02 | Tesfaye Tola (Muger Cement)                 | 1:02:14 | [ 5 ]  |
| –   | 28. Aug. 2005 | Sululta     | Solomon Tsige (St. George)        | 1:01:37 | Lishan Yegezu (St. George)                      | 1:01:42 | Raji Assefa (St. George)                    | 1:01:47 | [ 6 ]  |
| 1   | 27. Aug. 2006 | Sululta     | Deriba Merga (Defense)            | 1:00:16 | Solomon Tsige (St. George)                      | 1:00:28 | Tadese Tola (Prisons)                       | 1:00:35 | [ 7 ]  |
| 2   | 19. Aug. 2007 | Sululta     | Eshetu Gezhagne (Muger Cement)    | 1:01:00 | Kidane Gemechu (Omedla)                         | 1:01:24 | Raji Assefa (St. George)                    | 1:01:31 | [ 8 ]  |
| 3   | 2008          | ?           | Deressa Chimsa (Police)           | 1:03:06 | Eshetu Wendimu (Federal Prison)                 | 1:03:10 | Raji Assefa (St. George)                    | 1:03:14 | [ 9 ]  |
| 4   | 2009          | Sululta     | Tariku Jufar (Defense)            | 1:03:11 | Tilahun Regassa (Federal Prison)                | 1:03:35 | Hailu Mekonnen (Global)                     | 1:03:35 | [ 10 ] |
| 5   | 15. Aug. 2010 | Sululta     | Lelisa Desisa (Federal Police)    | 1:03:33 | Ali Abdosh (Defense)                            | 1:03:54 | Birhanu Bekele (Oromia Police)              | 1:04:01 | [ 11 ] |
| 6   | ? 1           | Sululta     | Yemane Tsegay (Defense)           | 1:02:26 | Yitwale Kinde (Defense)                         | 1:02:27 | Berhanu Shiferaw (Federal Prison)           | 1:02:30 | [ 12 ] |
| 7   | 26. Aug. 2012 | Sululta     | Raji Assefa (Bethel Teaching)     | 1:03:18 | Belay Assefa (Federal Police)                   | 1:03:19 | Deressa Chimsa (Oromia Police)              | 1:03:30 | [ 13 ] |
| 8   | 23. Feb. 2014 | Addis Abeba | Tsebelu Zewde (Defense)           | 1:01:34 | Fentahun Hunegnaw (Commercial Bank of Ethiopia) | 1:01:35 | Bonsa Dida (Oromia)                         | 1:01:47 | [ 14 ] |
| 9   | 14. Feb. 2016 | Sebeta      | Guye Adola (Oromia)               | 1:03:22 | Mule Wasihun (Commercial Bank of Ethiopia)      | 1:03:25 | Tamirat Tola (Oromia)                       | 1:03:37 | [ 15 ] |
| 10  | 4. Dez. 2016  | Bahir Dar   | Tamirat Tola (Oromia Police)      | 1:01:53 | Getaneh Molla (Defense)                         | 1:02:28 | Aredom Tuma (Messebo Cement)                | 1:02:40 | [ 16 ] |
| 11  | 28. Jan. 2018 | Addis Abeba | Getaneh Molla (Defense)           | 1:01:25 | Betesfa Getahun (Sidama Coffee)                 | 1:01:33 | Dawit Fikadu (Ethiopian Electric)           | 1:01:44 | [ 17 ] |
| 12  | 31. März 2019 | Bishoftu    | Hailemaryam Kiros (Oromia Police) | 1:05:03 | Lemi Dumecha (Ethiopian Electric)               | 1:05:07 | Gebre Roba (kein Team)                      | 1:05:13 | [ 18 ] |
| 13  | 2. Feb. 2020  | Bishoftu    | Tamirat Tola (Oromia Police)      | ?       | Leul Gebresilase (kein Team)                    | ?       | Amedework Walelegn (kein Team)              | ?       | [ 19 ] |
| 14  | 21. Feb. 2021 | Dire Dawa   | Leul Gebresilase (Oromia Police)  | 1:01:21 | Sisay Lemma (Oromia Police)                     | 1:01:22 | Belay Tilahun (Commercial Bank of Ethiopia) | 1:01:22 | [ 20 ] |

### Frauen
| Nr. | Datum         | Ort         | 1. Platz                                    | Zeit    | 2. Platz                                        | Zeit    | 3. Platz                                      | Zeit    | Ref    |
| --- | ------------- | ----------- | ------------------------------------------- | ------- | ----------------------------------------------- | ------- | --------------------------------------------- | ------- | ------ |
| –   | 21. Sep. 2003 | Sululta     | Teyba Erkesso (Prisons Correction)          | 1:13:09 | Derebe Alemu (Prisons Correction)               | 1:13:29 | Mestawet Tufa (Omedla)                        | 1:13:39 | [ 5 ]  |
| –   | 28. Aug. 2005 | Sululta     | Merima Hashim (Prisons Police)              | 1:11:52 | Eyerusalem Kuma (Prisons Police)                | 1:12:04 | Adanech Zekiros (Prisons Police)              | 1:12:06 | [ 6 ]  |
| 1   | 27. Aug. 2006 | Sululta     | Dire Tune (Omedla)                          | 1:10:30 | Ashu Kasim (Prisons)                            | 1:10:43 | Mulu Seboka (Muger Cement)                    | 1:10:58 | [ 7 ]  |
| 2   | 19. Aug. 2007 | Sululta     | Bezunesh Bekele (Ethiopian Banks)           | 1:09:36 | Atsede Habtamu (Omedla)                         | 1:11:06 | Genet Getaneh (Prisons Police)                | 1:11:29 | [ 8 ]  |
| 3   | 2008          | ?           | Atsede Habtamu (Police)                     | 1:13:33 | Aselefech Mergia (Police)                       | 1:13:39 | Abebu Gelan (Chilalo)                         | 1:13:49 | [ 9 ]  |
| 4   | 2009          | Sululta     | Workitu Ayanu (Ethiopian Banks)             | 1:13:56 | Tirfi Tsegaye (Federal Police)                  | 1:14:04 | Askale Tafa (Muger Cement)                    | 1:14:07 | [ 10 ] |
| 5   | 15. Aug. 2010 | Sululta     | Fate Tola (Oromia Police)                   | 1:12:43 | Abebech Afework (kein Team)                     | 1:12:50 | Feyse Tadese (Federal Police)                 | 1:12:57 | [ 11 ] |
| 6   | ? 1           | Sululta     | Firehiwot Dado (Federal Prison)             | 1:11:37 | Dinknesh Mekasha (Acros)                        | 1:12:21 | Makda Harun (Federal Prison)                  | 1:12:29 | [ 12 ] |
| 7   | 26. Aug. 2012 | Sululta     | Meseret Hailu (Muger Cement)                | 1:13:13 | Emebt Etea (Defense)                            | 1:13:15 | Derebe Godana (Muger Cement)                  | 1:13:22 | [ 13 ] |
| 8   | 23. Feb. 2014 | Addis Abeba | Genet Yalew (Defense)                       | 1:10:59 | Hirut Alemayehu (Muger Cement)                  | 1:11:59 | Mame Feyisa (Muger Cement)                    | 1:12:01 | [ 14 ] |
| 9   | 14. Feb. 2016 | Sebeta      | Netsanet Gudeta (Oromia)                    | 1:13:45 | Sinke Dessie (Getazeru)                         | 1:13:49 | Dihininet Demsew (Oromia Police)              | 1:13:57 | [ 15 ] |
| 10  | 4. Dez. 2016  | Bahir Dar   | Tadelech Bekele (Oromia Prison)             | 1:10:28 | Ashete Bekere (Oromia Police)                   | 1:11:13 | Gulume Tollesa (Oromia Police)                | 1:11:20 | [ 16 ] |
| 11  | 28. Jan. 2018 | Addis Abeba | Zeineba Yimer (Commercial Bank of Ethiopia) | 1:10:24 | Meseret Belete (Oromia)                         | 1:10:35 | Bekelech Gudeta (kein Team)                   | 1:11:19 | [ 17 ] |
| 12  | 31. März 2019 | Bishoftu    | Sinke Dessie (Federal Prison)               | 1:15:05 | Yetsehay Desalegn (Commercial Bank of Ethiopia) | 1:15:08 | Webalem Bazanew (Commercial Bank of Ethiopia) | 1:15:22 | [ 18 ] |
| 13  | 2. Feb. 2020  | Bishoftu    | Yalemzerf Yehualaw (Hawassa Kenema)         | ?       | Birhane Dibaba (Oromia Police)                  | ?       | Ababel Yeshaneh (Amhara Police)               | ?       | [ 19 ] |
| 14  | 21. Feb. 2021 | Dire Dawa   | Senbere Teferi (Federal Prison)             | 1:10:52 | Hiwot Gebrekidan (Elmi Olindo)                  | 1:10:54 | Ftaw Zeray (Commercial Bank of Ethiopia)      | 1:10:58 | [ 20 ] |

## Teilnehmerzahlen
| Nr. | Gesamt | Männer | Frauen |
| --- | ------ | ------ | ------ |
| 1   | 642    | 502    | 140    |
| 2   | 255    | ?      | ?      |
| 3   | ?      | ?      | ?      |
| 4   | ?      | ?      | ?      |
| 5   | 900    | 654    | 246    |
| 6   | ?      | ?      | ?      |
| 7   | 503    | 357    | 146    |
| 8   | 469    | 308    | 161    |
| 9   | 297    | 238    | 59     |
| 10  | 233    | 154    | 79     |
| 11  | 561    | 414    | 147    |
| 12  | 293    | 220    | 73     |
| 13  | ?      | ?      | ?      |